# Luis Ernesto Suárez
Luis Ernesto Suárez (29 de janeiro de 1952 — 21 de junho de 2005) foi um futebolista argentino.
É um dos maiores ídolos da história do Independiente, onde jogou 83 partidas entre 1961 e 1965. Veio do pequeno Banfield, onde é seu terceiro maior artilheiro. Já no Rojo, o atacante teve seu lance mais lembrado em 1964, pelas semifinais da Libertadores do ano, que o clube posteriormente conquistaria. Naquela fase, os diablos enfrentaram o detentor dos dois títulos anteriores, o Santos de Pelé, vencendo ambos os jogos. O realizado no Brasil começou com vitória parcial de 2 x 0 dos brasileiros, que perderiam de virada no Maracanã com Suárez marcando o gol da vitória.
Conquistou também a Libertadores seguinte. Antes, já havia chegado a atuar pela Argentina em cinco amistosos prévios à Copa do Mundo de 1962, mas acabou não convocado ao mundial. Encerrou a carreira no futebol chileno.